# Jhona Burjack
Jhonattan Lucas Tolentino Burjack (Gama, 2 de outubro de 1995) é um modelo e ator brasileiro, conhecido internacionalmente por estrelar campanhas de marcas como Moschino, Armani e Dolce & Gabbana, sendo apontado pela Vogue britânica como um dos modelos mais bonitos de passarela.

## Biografia
De origem polonesa, Jhonattan iniciou sua carreira como modelo aos 17 anos, após acompanhar a namorada Gabriella Pires, até o escritório da agência Mega Model, que propôs um contrato próprio para ele. Um mês depois, se mudou para Itália com sua namorada, mas não conseguia muitos trabalhos. Um tempo depois, ele conseguiu trabalhos importantes e viajou para Londres e Turquia. Atualmente, Burjack é considerado o modelo brasileiro de maior êxito no exterior, sendo estrela das campanhas da Armani, Moschino e Dolce & Gabbana e já fez desfiles internacionais para grifes de Giorgio Armani e Iceberg, sendo representado pela agência IMG Models, que tem em seu casting a também modelo brasileira Gisele Bündchen.
Em 2018, Jhona fez testes para o filme Aladdin, mas não foi aprovado. Após participar de um comercial de televisão de uma grife famosa, o modelo chamou atenção de Chico Accioly, produtor de elenco da Rede Globo que o convidou para fazer testes para integrar no elenco de uma novela, mas ela não deu certo. Contudo, pelo seu ótimo desempenho no teste anterior, em 2019 ele foi convidado novamente para outro teste e passou, fazendo sua estreia como ator no remake da novela Éramos Seis. Na trama, ele interpretou Lúcio, um rapaz ético e honesto que se envolve em política estudantil, filho de Virgulino (Kiko Mascarenhas) e Genu (Kelzy Ecard), é apaixonado por Isabel (Giullia Buscacio) e melhor amigo Alfredo (Nicolas Prattes).

### Vida pessoal
Jhonattan Lucas Tolentino Burjack, nasceu no dia 2 de outubro de 1995 em Gama, Distrito Federal, filho de pai maranhense e mãe mineira. Jhona vem de uma família humilde e já trabalhou como peixeiro, garçom, flanelinha, vendedor de latinhas e cuidador de animais para ajudar a família. Desde 2010, namora a também modelo Gabriella Pires.

## Filmografia

### Televisão
| Ano  | Título          | Papel          | Veículo   |
| ---- | --------------- | -------------- | --------- |
| 2019 | Éramos Seis     | Lúcio Coutinho | TV Globo  |
| 2022 | Todas as Flores | Javé Pereira   | Globoplay |